# La Déferlante (magazine)
Pour les articles homonymes, voir La Déferlante.
La Déferlante. La revue des révolutions féministes est une revue trimestrielle indépendante française créée en 2021.
Elle est fondée par les quatre journalistes Marie Barbier, Lucie Geffroy, Emmanuelle Josse et Marion Pillas.

## Présentation
La Déferlante, sous-titrée La revue des révolutions féministes, est une revue fondée en 2021 par Marie Barbier, Lucie Geffroy, Emmanuelle Josse et Marion Pillas. Elles revendiquent « une revue féministe créée et dirigée par des femmes, pour donner la parole aux femmes et visibiliser leur combat. ». Son nom fait référence à « l'idée de vague, de mouvement implacable et d’une révolution multiple. »
La ligne éditoriale est intersectionnelle, ses fondatrices annonçant souhaiter « croiser les regards sur les oppressions liées au système patriarcal par trois biais : le genre, la race et la classe sociale. » Son comité éditorial est composé de chercheuses, de militantes et de journalistes dont Sarah Benichou, Mélusine, Léa Mormin-Chauvac, Maud Royer, Élise Thiébaut et Nora Bouazzouni,. Pour l'historienne Bibia Pavard, elle aussi membre du comité, « à chaque mobilisation mobilisation féministe, il est nécessaire de créer des espaces de prise de parole. Ils permettent une circulation des savoirs et leur diffusion dans la société. »
La Déferlante est trimestrielle. Son format est hybride, entre revue et livre, de type mook. Chaque numéro compte 144 pages et exploite plusieurs formats journalistiques : enquête, portrait, interview, portfolio, BD, etc.,
Indépendante, elle ne comporte pas de publicité, « parce que celle-ci véhicule encore des clichés très sexistes. » Elle tire ses revenus des abonnements, ventes en librairies et campagnes participatives.

### Lancement
Les fondatrices de la revue lancent en novembre et décembre 2020 une campagne de financement participatif sur la plateforme KissKissBankBank. Elle leur permet de récolter 260 000 euros et d'enregistrer 2 600 abonnements,. 5 300 exemplaires sont mis en place dans 1 000 librairies et dans les Fnac. Son modèle économique repose uniquement sur les abonnements. Il n'est alors pas prévu de distribuer la revue en kiosque pour les raisons liées à la logistique.
Le premier numéro, intitulé Naître et tiré à 18 000 exemplaires, sort le 4 mars 2021. Distribué par Harmonia Mundi dans un circuit de plus de 1 000 librairies, il est rapidement en rupture de stock et est réimprimée à 18 000 exemplaires. 20 000 exemplaires sont vendus avant la sortie du second numéro.
A la fin de sa première année, la revue compte 8 500 exemplaires vendus en moyenne en librairie par numéro ventes en librairie et 9 500 abonnés.

### Expansion en 2023
En juin 2023, la revue emploie neuf salariées permanentes, a publié dix numéros trimestriels et son premier ouvrage. Elle atteint une moyenne de cinq mille exemplaires vendus par numéro. Avec dix mille abonnés, qui génèrent 65 % de son chiffre d’affaires, elle diffuse également une newsletter bimensuelle suivie par trente mille lecteurs et lectrices.

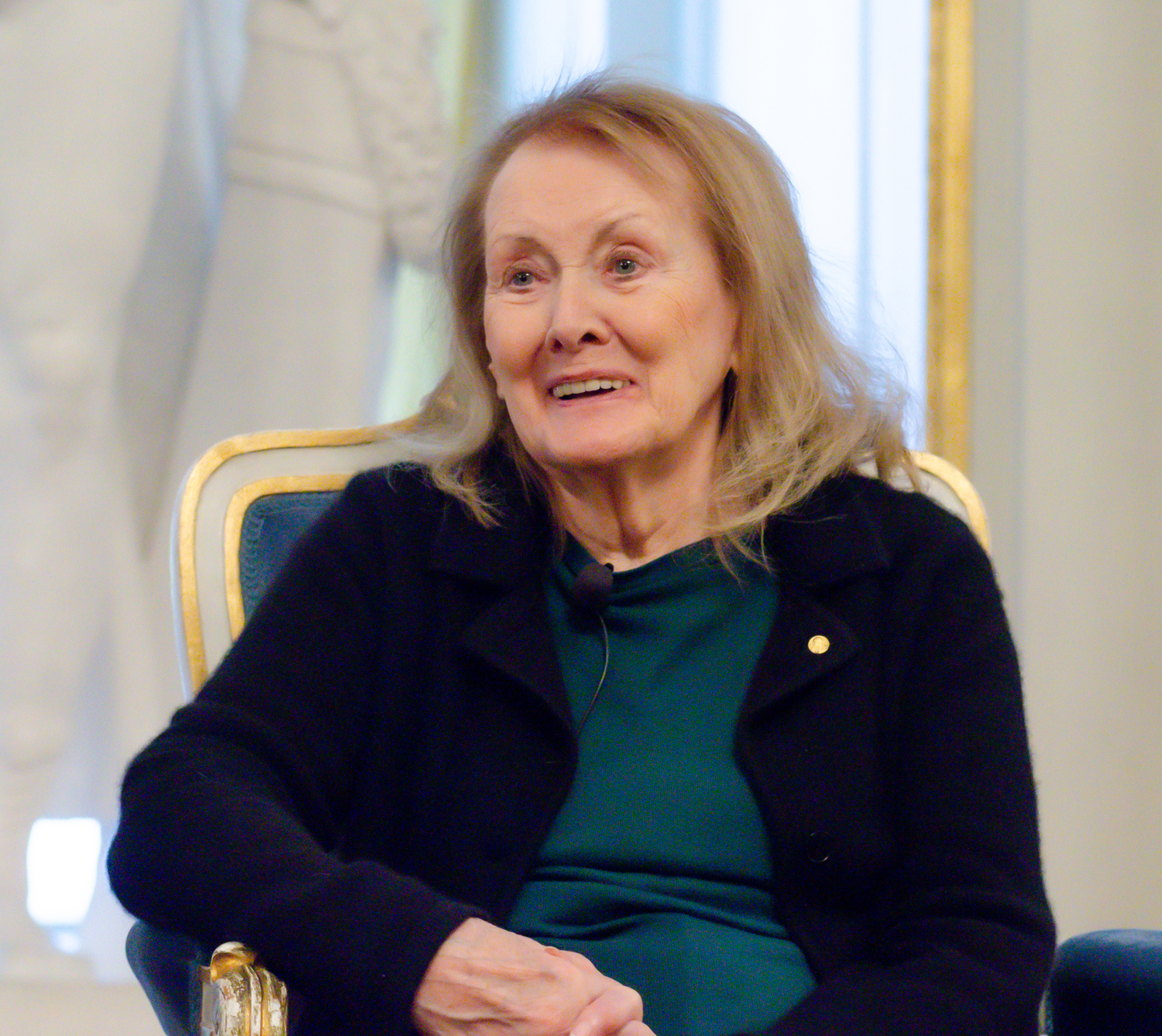
L'autrice Annie Ernaux.

La Déferlante lance une levée de fonds participative via la plateforme LITA.co sous le mot d’ordre « Rejoignez la vague pour construire avec nous un avenir féministe ! ». Marion Pillas annonce le 3 juillet 2023 qu'Annie Ernaux, Mona Chollet, Pénélope Bagieu et Vanessa Springora, quatre autrices de renom, entrent au capital,,. Pour Annie Ernaux, citée dans le communiqué « Il était absolument nécessaire que le mouvement #MeToo soit relayé par un journal. Je crois à la force de l’écriture et à celle d’une revue écrite, à l’engagement que cela implique. Pour moi, La Déferlante est vraiment une manière active de poursuivre la lutte. »
Mediapart, qui a déjà soutenu financièrement la revue à son lancement, participe également à hauteur de 25 000 euros.
À l'issue de la levée de fonds, les quatre fondatrices, accompagnées par l’avocat Benoît Huet, coauteur avec Julia Cagé de L’information est un bien public, restent majoritaires et détiennent 75% des parts de la revue.

## Numéros publiés
Liste des numéros et thèmes du dossier :
- Numéro 1, 4 mars 2021 : Naître[7]
- Numéro 2 : Manger[12][13]
- Numéro 3 : Se battre
- Numéro 4, décembre 2021 : S'aimer[14],[15]
- Numéro 5 : Parler[16]
- Numéro 6, juin 2022 : Rire[17]
- Numéro 7, septembre 2022 : Réinventer la famille[18]
- Numéro 8, 10 novembre 2022 : Jouer[19]
- Numéro 9, février 2023 : Baiser
- Numéro 10, mai 2023 : Danser[20]
- Numéro 11, août 2023 : Habiter
- Numéro 12, novembre 2023 : Rêver[21]
- Numéro 13, mars 2024 : Avorter[22]
- Numéro 14, mai 2024 : Dessiner[23]
- Numéro 15, août 2024 : Résister en féministes[24]
- Numéro 16, novembre 2024 : S'habiller
- Numéro 17, février 2025 : Travailler
- Numéro 18, mai 2025 : Eduquer

## ÉditionsLa Déferlante

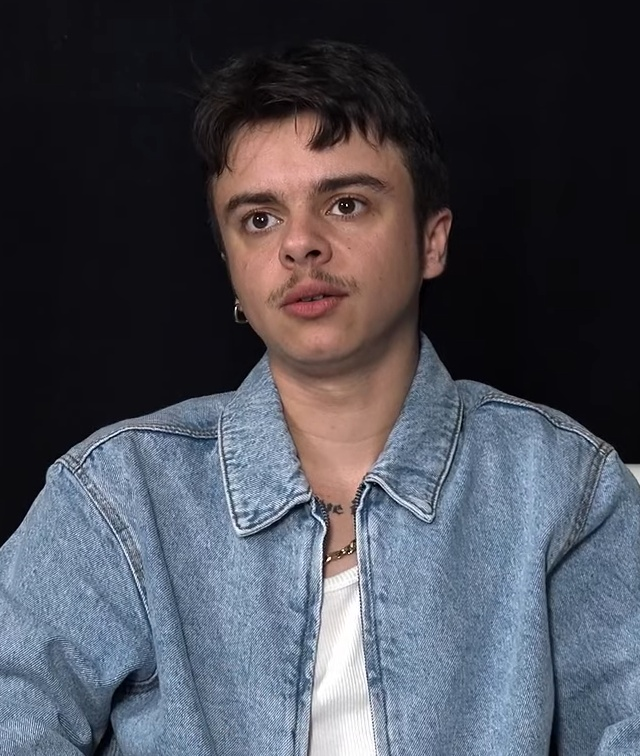
Tal Madesta, premier auteur publié par La Déferlante.

La Déferlante lance sa maison d’édition en début d'année 2023, avec pour objectif de sortir deux à cinq titres par an. Elle publie son premier livre, La Fin des monstres – Récit d’une trajectoire trans, de Tal Madesta le 7 avril. Cinq-cent exemplaires sont disponibles en pré-commande. Le livre remporte le prix Les Inrocks dans la catégorie essai.
Le 27 octobre 2023 paraît Et l’amour aussi, de la photographe Marie Docher, qui dresse les portraits intimes de cinquante femmes lesbiennes, dix ans après la loi autorisant le mariage entre personnes du même sexe.
En mai 2024, La Déferlante publie À nos désirs – Dans l’intimité des lesbiennes, d'Élodie Font et le 8 novembre 2024, la maison d'édition sort son premier album jeunesse, Iddù, un conte écoféministe écrit par Camille Bouvot-Duval et illustré par Léa Djeziri.

## Ouvrages publiés
- Tal Madesta, La fin des monstres: récit d'une trajectoire trans, la Déferlante, 2023 (ISBN 978-2-492300-28-8)
- Marie Docher, Et l'amour aussi, la Déferlante, 2023 (ISBN 978-2-492300-36-3)
- Élodie Font, À nos désirs: dans l'intimité des lesbiennes, la Déferlante, 2024 (ISBN 978-2-487162-03-7)
- Camille Bouvot-Duval et Léa Djeziri, Iddù, la Déferlante, 2024 (ISBN 978-2-487162-13-6)